# Su-Shu Huang
Su-Shu Huang (Changshu, 16 avril 1915 - Pékin, 15 septembre 1977) est un astrophysicien américain d'origine chinoise.